# Stadthalle Bremerhaven
Die Stadthalle Bremerhaven im Bremerhavener Stadtteil Lehe ist das zentrale, städtische Veranstaltungszentrum. Die Stadthalle wird betrieben durch die städtische Veranstaltungs- und Messe GmbH.

## Geschichte
Die 1995/96 umgestaltete Halle hat drei Galerien und bietet, je nach Konfiguration, Platz für bis zu 5500 Zuschauer. Es finden in ihr unter anderem Feste, Sportveranstaltungen, Kongresse, Tagungen, Messen, Konzerte, Flohmärkte und Shows statt. In der Stadthalle werden mit 4200 Plätzen die Basketball-Heimspiele der Eisbären Bremerhaven ausgerichtet.
Die Stadthalle ist erreichbar über die Autobahn A 27, Anschlussstelle Bremerhaven-Zentrum, Zubringer Grimsbystraße und Stresemannstraße oder über die Hafenstraße und Melchior-Schwoon-Straße.
Direkt neben der Stadthalle Bremerhaven wurde 2011 die neue Eisarena Bremerhaven eröffnet, welche das alte Eisstadion Bremerhaven ersetzte und in dem das Eishockey-Profiteam der Fischtown Pinguins Bremerhaven (DEL) spielt.